# هکتور مونرو، هشتمین لرد نوور
هکتور مونرو، هشتمین لرد نوور (انگلیسی: Hector Munro, 8th laird of Novar؛ 1726 – 27 december ۱۸۰۵ (۷۸−۷۹ سال)) نظامی و سیاست‌مدار اهل پادشاهی بریتانیای کبیر بود. وی همچنین برندهٔ جوایزی همچون نشان حمام شده‌است.